# 不均狸藻
不均狸藻（学名：Utricularia inaequalis）為狸藻屬一年生中型陆生食虫植物。其种加词“inaequalis”来源于拉丁文，意为“不均匀，不平等”。其为西澳大利亚西南部沿海地区的特有种。